# Les Cayes

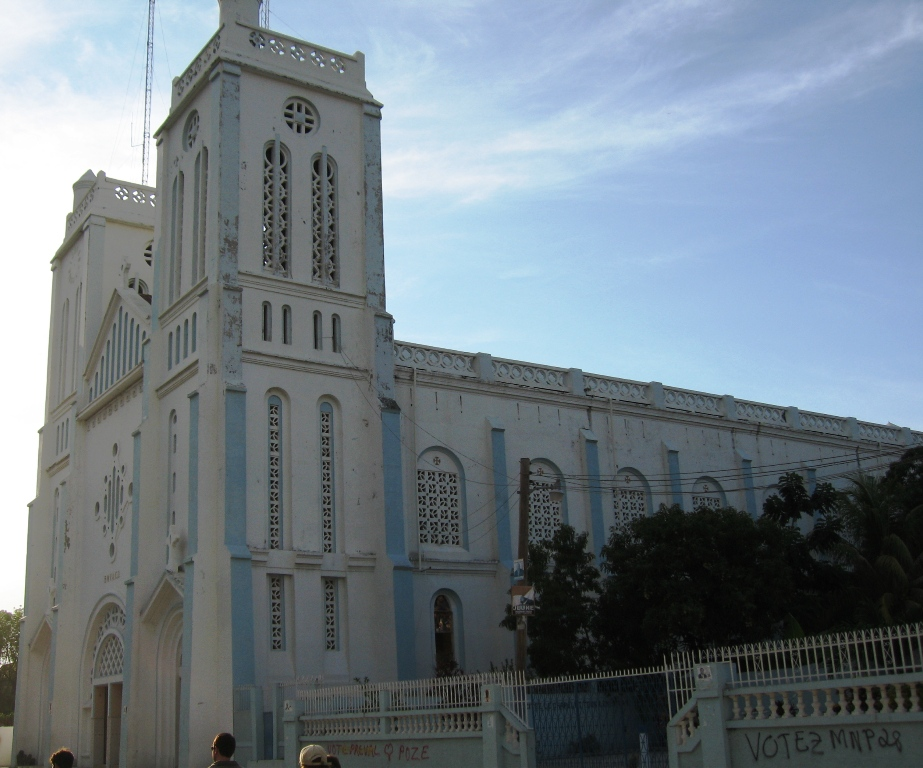
Kathedrale von Les Cayes

Les Cayes (früher Aux Cayes, Haitianisch-Kreolisch Okay) ist eine Hafenstadt im Département Sud und der drittgrößte Seehafen von Haiti. Nach einer offiziellen Schätzung von 2015 beträgt die Einwohnerzahl 86.780, die Stadtfläche 8,98 km²; die Einwohnerzahl der ganzen Kommune mit Stadt und ländlichen Gebieten liegt bei 151.696 Einwohnern, die auf einer Fläche von 219,11 km² leben. In der Stadt einschließlich der Umgebung gibt es Fabriken, in denen Vetiver-Öl für den Export hergestellt wird. In bescheidenem Umfang werden auf den fruchtbaren Böden Mais, Zuckerrohr und Reis erzeugt.

## Geschichte
Zehn Kilometer vor der Küste von Les Cayes liegt die Île à Vache. Von dort wirkten im 17. Jahrhundert die Freibeuter Henry Morgan und Laurent de Graff. Simon Bolivar lief am 24. Dezember 1818 den Hafen von Les Cayes an, um hier Unterstützung für seinen Freiheitskampf zu erhalten. Unter anderem konnte er sich hier Waffen leihen und Kämpfer anheuern.
Am 12. August 1831 wurde die Stadt durch einen Hurrikan weitgehend zerstört, und fast 2000 Menschen starben.
Seit 1861 ist die Stadt Sitz des römisch-katholischen Bistums Les Cayes.

## In Les Cayes geboren
- André Rigaud (1761–1811), haitianischer Politiker und einer der Führer der mulattischen Volksgruppe während der Haitianischen Revolution
- Hérard Dumesle (1784–1858), haitianischer Politiker, Außenminister und Schriftsteller
- John James La Forest Audubon (1785–1851), US-amerikanischer Ornithologe und Zeichner
- Charles Riviere-Hérard (1789–1850), Präsident von Haiti 1843 bis 1844
- Michel Domingue (1813–1877), Präsident von Haiti 1874 bis 1876
- Lysius Salomon (1815–1888), Präsident von Haiti 1879 bis 1888
- Pierre Théoma Boisrond-Canal (1832–1905), Präsident von Haiti 1876 bis 1879
- François C. Antoine Simon (1843–1923), Präsident von Haiti 1908 bis 1911
- Louis Sanne (1875–1940), Abgeordneter der Hamburgischen Bürgerschaft und Publizist
- André Corvington (1877–1918), Fechter
- François Benoît (* 1936), Politiker und Diplomat
- Jean Rénald Clérismé (1937–2013), Außenminister von 2006 bis 2008
- Assoto Saint (1957–1994), Tänzer, Lyriker und Dramatiker